# پژوهشگاه حوزه و دانشگاه
پژوهشگاه حوزه و دانشگاه (به انگلیسی: Research Institute of Hawzah and University) یکی از پژوهشگاه‌های مستقل و زیر نظر وزارت علوم، تحقیقات و فناوری ایران است که در ابتدای شهرک پردیسان قم قرار دارد.

## تاریخچه
پژوهشگاه حوزه و دانشگاه در سال ۱۳۶۱ با نام اولیه «دفتر همکاری حوزه و دانشگاه» و به منظور اجرای طرح مقدماتی «بازسازی علوم‌انسانی» تأسیس شد. جامعه مدرسین حوزه علمیه قم این طرح را در پی درخواست ستاد انقلاب فرهنگی تهیه کرد و پس از تصویب ستاد، طرح به تأیید روح‌الله خمینی رسید.
در سال ۱۳۶۹ و در پی یک دوره فعالیت «دفتر همکاری حوزه و دانشگاه» رسماً به عنوان یکی از نهادهای همکار با «سازمان مطالعه و تدوین کتب علوم انسانی دانشگاه‌ها» (سمت) درآمد.
در سال ۱۳۷۷ پس از ۹ سال همکاری نزدیک با سازمان سمت، در پژوهش و تولید کتابها و آثار علمی، با تصویب شورای گسترش آموزش عالی با نام «پژوهشکده حوزه و دانشگاه» و به عنوان یکی از مراکز آموزش عالی پژوهشی کشور، به جمع مؤسسات زیرمجموعه وزارت علوم، تحقیقات و فناوری پیوست.
در سال ۱۳۸۲ نیز، پس از یک دوره کوتاه «پژوهشکده» به «مؤسسه پژوهشی حوزه و دانشگاه» و سپس در سال ۱۳۸۳ نیز به پژوهشگاه ارتقاﺀ یافت.

## ساختار
این پژوهشگاه از چهار پژوهشکده علوم اسلامی، علوم رفتاری، علوم اجتماعی و مطالعات و همکاری‌های حوزه و دانشگاه تشکیل شده‌است و زمینه‌های پژوهشی پژوهشگاه، در قالب ۱۷ گروه پژوهشی سازماندهی شده‌است که بر بازنگری و اسلامی سازی علوم انسانی متمرکز هستند.

## ویژگی اعضای هیئت علمی
اعضای هیآت علمی این پژوهشگاه برخی هم تحصیلات حوزوی و هم دانشگاهی و برخی دیگر تنها تحصیلات دانشگاهی دارند.

## آثار تولید شده
جامعه هدف برای محتوای علمی تولید شده توسط پژوهشگاه از طریق کتاب، مجلات علمی، نشست‌ها و همایشهای علمی، اساتید و دانشجویان دانشگاه‌ها هستند. چنان‌که اساتید حوزه و طلاب نیز از آثار این پژوهشگاه بهره‌مند می‌گردند.

## رئیس‌ها
محمد تقی مصباح یزدی از سال ۱۳۶۱ تا ۱۳۶۳؛ حسینی شاهرودی از سال ۱۳۶۳ تا ۱۳۶۹؛ محمود محمدی عراقی از سال ۱۳۶۹ تا ۱۳۷۵؛ علیرضا اعرافی از سال ۱۳۷۵ تا ۱۳۹۰؛ محمد باقر سعیدی روشن از سال ۱۳۹۰ تا ۱۳۹۳؛ حسن‌آقا نظری از سال ۱۳۹۳ تا بهمن ۱۳۹۷ و علی محمد حکیمیان از بهمن ۱۳۹۷ تا بهمن ۱۴۰۱ ریاست پژوهشگاه حوزه و دانشگاه را عهده‌دار بوده‌اند. در حال حاضر محمد باقر سعیدی روشن ریاست این پژوهشگاه را به عهده دارد.

## نشریات علمی
شش نشریه علمی پژوهشی روش‌شناسی علم انسانی، جستارهای اقتصادی ایران، تربیت اسلامی، اسلام و مطالعات علوم اجتماعی، مطالعات اسلام و روان‌شناسی و مطالعات دین، معنویت و مدیریت توسط این پژوهشگاه منتشر می‌شود.